# مایرلینگ (فیلم ۱۹۵۷)
مایرلینگ (انگلیسی: Mayerling) اپیزودی از مجموعه تلویزیونی آمریکایی ویترین تولیدکنندگان ساخته شده برای تلویزیون ان‌بی‌سی است که در ۴ فوریه ۱۹۵۷ پخش شد و به عنوان یک فیلم در اروپا اکران شد.
این فیلم توسط آناتول لیتواک تهیه و کارگردانی شد که پیش از این نسخه فرانسوی مایرلینگ (۱۹۳۶) را کارگردانی کرده بود که یک موفقیت بین‌المللی بود و لیتواک را به هالیوود آورد. در نسخه ۱۹۵۷ آدری هپبورن و مل فرر بازی می‌کنند.